# Jean Mailland
 (mai 2017).
Si vous disposez d'ouvrages ou d'articles de référence ou si vous connaissez des sites web de qualité traitant du thème abordé ici, merci de compléter l'article en donnant les références utiles à sa vérifiabilité et en les liant à la section « Notes et références ».
Jean Michaud dit Jean Mailland (né le 26 avril 1937 à Aix-les-Bains, Savoie et mort le 9 mai 2017,) est un écrivain, parolier et réalisateur pour le cinéma et la télévision.

## Biographie
Jean Mailland suit les cours du conservatoire dramatique de Lyon, puis l’école du Théâtre de la Comédie de Roger Planchon également à Lyon. Il monte ensuite à Paris où il suit le cours Henri Bose. 
Il est ensuite tour à tour metteur en scène, premier assistant (entre autres de Claude Barma, d’André Michel, de Jean-Jacques Vierne et de Pierre Laryau), scénariste (de Hellé, réalisé par Roger Vadim), conseiller technique sur Bako, l'autre rive de Jacques Champreux.
Il est l’auteur des principales chansons d’Anna Prucnal.

## Réalisation
À compter de 1966, il réalise une centaine de reportages et de films pour les chaînes françaises, le service de la recherche et la Télévision suisse romande. Il a eu également le projet, qui ne se réalise pas, de filmer Les Choses de Georges Perec. 
Parmi ses films et reportages :
- Freud avec Raymond Bellour (1967)
- Roger Planchon, février 96 avec Pierre Meyrand (1969)
- Raymond Aron ou un philosophe dans le journalisme avec Georges Suffert (1969)
- Le premier été de Monsieur Nixon (1969)
- Algérie 69 (1969)
- Beuve-Méry, un homme du monde (1970)
- Un Malien d'Ivry (1970)
- Jean-Jacques Servan Schreiber avec Claude Torracinta (1970)
- Profil de Jacques Chirac avec Michèle Cotta (1970)
- Les Polonais de l’Oder Neisse (1970)
- Witkiewicz (1971)
- Un jeune homme seul d’après le roman de Roger Vailland (1973)
- La mémoire des routes, série documentaire en six épisodes avec Jacques Lacarrière (1978/1980)
- Anna Prucnal : Rêve d’Ouest - rêve d’Est (1981)
- Passeport pour la mémoire, Géorgie-Israël (1989)
- Anna Prucnal, jusqu’à nouvel ordre (1990)
- Géorgie (1990)
- De Silésie, lettre à deux voix, avec Anna Prucnal (1991)

Réalisateur et journaliste pour Le nouveau Dimanche de Pierre-André Boutang et Daniel Costelle, le Théâtre d’aujourd’hui de Lucile de Guyencourt, Panorama d’Olivier Todd, Temps Présent de Claude Torracinta, Voilà d’Édouard Sablier et François Moreuil, et Vendredi, Calibre de Jacques Baudou.

## Assistant réalisateur
- 1960 : L’Enclos d'Armand Gatti
- 1963 : Monsieur de Jean-Paul Le Chanois
- 1965 : La Vieille Dame indigne de René Allio

## Publications
Pièces de théâtre
- Les Mauvais Coups d'après Roger Vailland (1974)
- Travail d’après Émile Zola, série en quinze épisodes (1986)
- La Brûlée vive (1988)
- Face à face (1989)
- Noyés (1989)
- Guernika 1937, une revue lyrique (1996)
- Déserteur (1997)

Romans et recueils
- Tout merveilleusement poèmes (HC, 1955)
- Armand Gatti, l'enclos récit (Fayard, 1961)
- Les Compagnons de Baal, récit (Solar, 1967)
- La Tête à la renverse, roman (Calmann-Lévy, 1971)
- Moi qui suis née à Varsovie récit, avec Anna Prucnal (Neige/L'Archipel, 2002)
- Déclaration d’absence roman (Neige/Le Bruit des autres, 2004)
- Chansons et contre-chansons pour Anna (Éditions l'Amourier, 2004)
- Le Présent définitif, poèmes (Le Bruit des autres, 2005)
- Ombres des choses naturelles, poèmes (Le Bruit des autres, 2006)
- Le Journal des arbres, récit (Le Bruit des autres, 2009)
- Village. État de lieux, poème-récit (Le Bruit des autres, 2013)